# ケント郡 (ミシガン州)
ケント郡（英: Kent County）は、アメリカ合衆国ミシガン州ロウアー半島の西部に位置する郡である。人口は65万7974人（2020年）。郡庁所在地はグランドラピッズであり、同郡で人口最大の都市である。郡名はオハイオ州と論争になったトレド戦争のときにミシガン準州の代表を務めたニューヨークの法学者ジェイムズ・ケントにちなんで名付けられた。
ケント郡はグランドラピッズ・ワイオミング大都市圏に属している。郡内にはスチールケース社があるなど、西ミシガンの経済と工業の中心である。また中西部の文化的な象徴でもあるフレデリック・メイエル庭園もある。伝統的に共和党の強い地盤であり、保守的な土壌にあるが、2008年アメリカ合衆国大統領選挙では民主党大統領候補を支持した。これは1964年以来44年ぶりのこととなった。宗教面でも保守的であり、かなりの数の福音主義キリスト教徒がいる。郡内にジェラルド・R・フォード国際空港がある。

## 歴史
ミシガン州最大の川であるグランド川が郡内を流れている。その西岸にはかつてこの地域に住んでいたホープウェル文化インディアンの遺跡である墳墓がある。19世紀初期にグランド川の流域は毛皮交易の重要な中心地だった。米英戦争後、リックス・ロビンソンとルイ・カンポーが地域最初期の交易業者となった。
ケント郡は1831年にカラマズー郡から分離して設立された。1838年、グランドラピッズが郡内最初の村として法人化された。19世紀末までに幾つかの製材所建設で刺激され、この地域は農業、製材業、家具製造業の重要な中心地になっていた。

## 地理
アメリカ合衆国国勢調査局に拠れば、郡域全面積は872.18平方マイル (2,258.9 km2)であり、このうち陸地856.17平方マイル (2,217.5 km2)、水域は16.01平方マイル (41.5 km2)で水域率は1.84%である。
郡内最高地点はソロン郡区にあるフィスクノブ公園であり、標高は1,048フィート (319 m) である。

### 河川
グランド川が東郡境から西に流れ、オタワ郡を抜けた後、グランドヘイブンでミシガン湖に注いでいる。郡内には下記3つの支流がある。
- フラット川、東から郡内に入り、ローウェルで北からグランド川に合流する
- ソーンアップル川、南から郡内に入り、エイダでグランド川に合流する
- ログ川、北から郡内に入り、ベルモントでグランド川に合流する

### トレイル
郡内には下記のようなハイキングと自転車用のトレイルがある。
- ノース・カントリー・トレイル、郡の南北全長にわたって伸びている。シーダースプリングス、グラッテン、ローウェルを通る。ローウェルが中間点であり、ここにノース・カントリー・トレイル協会の全国本部がある
- ソーンアップル・トレイル、ケントウッドから始まり、南西にダットンとカレドニアを通っている
- ホワイトパイン・トレイル、コムストック公園から始まり、北東にベルモント、ロックフォード、シーダースプリングス、サンドレイクを通る
- ケント・トレイルズ、グランドラピッズ市ジョン・ボール公園からバイロンの84番通りまで南北に通っており、76番通りにそって東西方向と、76番通りから84番通りのダグラス・ウォーカー公園まで南北方向の枝線がある
- フレデリック・メイエル・トレイル、2008年11月時点では未完成、州道6号線にそって東西方向に伸びており、完成すればケント・トレイルズやソーンアップル・トレイルと接続する
- キャノン郡区トレイル、郡東部のキャノン郡区を通っている。州道44号線に沿って進んだ後に南のサンフィッシュ湖道路に進み、東に転じてキャノンズバーグ墓地を通り、キャノンズバーグ近くのタウンゼンド公園で終わっている

### 交通

#### 空港
グランドラピッズへの航空旅客定期便はジェラルド・R・フォード国際空港(GRR)がある。元はケント郡国際空港と名付けられていた。1926年7月31日にグランドラピッズ市とデトロイト市の間で国内最初の定期便が運航された。

#### バス
公共交通は「ザ・ラピッド」という名前の都市間交通共同企業体が運行している。「ダウンタウン・エリア・シャトル」もバス便を運行している。これらのバス便はグランドラピッズ市にある駐車場から市周辺の多くの乗降地に向けた輸送を行っている。

#### 鉄道
アムトラックがグランドラピッズ市乗客駅からペレ・マルケット線でシカゴまで旅客便を運行している。貨物便はカナディアン・ナショナル鉄道、CSXトランスポーテーションが運行しており、地域の短線であるグランドラピッズ・イースタン鉄道もある。

#### 主要高規格道路
- 州間高速道路96号線
- 州間高速道路196号線
- 州間高速道路296号線、標識は無く、グランドラピッズ市では一部国道131号線に合流している
- アメリカ国道131号線
- ミシガン州道6号線
- ミシガン州道11号線
- ミシガン州道21号線
- ミシガン州道37号線
- ミシガン州道44号線
- ミシガン州道46号線
- ミシガン州道50号線
- ミシガン州道57号線

#### 郡指定道路
- 郡道45号線
- 郡道72号線

### 隣接する郡
- ニウェーゴ郡 - 北
- モンカルム郡 - 北東
- マスキーゴン郡 - 北西
- イオニア郡 - 東
- オタワ郡 - 西
- アレガン郡 - 南西
- バリー郡 - 南東

## 主要企業
ケント郡に本社を置く企業は以下の通りである。
- アムウェイ、エイダ
- アメリカン・シーティング、グランドラピッズ
- ビッセル・ホームケア、ウォーカー
- ゴードン・フード・サービス、ワイオミング
- マイアー、ウォーカー
- オールドオーチャード、スパータ
- スパータンストアーズ、バイロン郡区
- スチールケース, グランドラピッズ
- ユニバーサル・フォレスト・プロダクツ、ノースビュー
- ウルバリン・ワールドワイド、ロックフォード
- X-ライト、ケントウッド
- プラクシス・パッケージング・ソリューションズ、バイロン郡区
- ゾンダーヴァン、カスケード郡区

## 人口動態
以下は2000年の国勢調査による人口統計データである。
| 基礎データ - 人口: 574,335人 - 世帯数: 212,890 世帯 - 家族数: 144,126 家族 - 人口密度: 259人/km2（671人/mi2） - 住居数: 224,000軒 - 住居密度: 101軒/km2（262軒/mi2） 人種別人口構成 - 白人: 83.13% - アフリカン・アメリカン: 8.93% - ネイティブ・アメリカン: 0.52% - アジア人: 1.86% - 太平洋諸島系: 0.06% - その他の人種: 3.34% - 混血: 2.16% - ヒスパニック・ラテン系: 7.00% 先祖による構成 - オランダ系：19.6% - ドイツ系：14.9% - イギリス系：7.6% - アイルランド系：7.4% - ポーランド系：7.1% - アメリカ人：5.5% 言語による構成 - 英語：90.0% - スペイン語：6.0% | 年齢別人口構成 - 18歳未満: 28.3% - 18-24歳: 10.5% - 25-44歳: 31.2% - 45-64歳: 19.7% - 65歳以上: 10.4% - 年齢の中央値: 32歳 - 性比（女性100人あたり男性の人口） - 総人口: 96.9 - 18歳以上: 93.7 世帯と家族（対世帯数） - 18歳未満の子供がいる: 35.8% - 結婚・同居している夫婦: 52.3% - 未婚・離婚・死別女性が世帯主: 11.6% - 非家族世帯: 32.3% - 単身世帯: 25.6% - 65歳以上の老人1人暮らし: 8.0% - 平均構成人数 - 世帯: 2.64人 - 家族: 3.20人 収入と家計 - 収入の中央値 - 世帯: 45,980米ドル - 家族: 54,770米ドル - 性別 - 男性: 39,878米ドル - 女性: 27,364米ドル - 人口1人あたり収入: 21,629米ドル - 貧困線以下 - 対人口: 8.9% - 対家族数: 6.3% - 18歳未満: 10.2% - 65歳以上: 7.5% |

## 郡政府
郡政府は郡監獄の運営、地方道の維持、地方裁判所の運営、権利譲渡と抵当権設定記録など重要記録の維持、公衆衛生規制の管理、福祉など社会サービスの項目で州の施策への参加を行う。郡政委員会は予算を管理するが、法や条例を作るのは限定付き権限である。ミシガン州では、警察と消防、建設と区画割、税評価、街路維持など地方政府の大半機能は個々の都市と郡区の責任である。

## 政治
ケント郡は昔から共和党の強い地盤であり、地元でも全国的な者でも共和党候補者を支持するのが通常である。
2008年アメリカ合衆国大統領選挙では、民主党のバラク・オバマが149,909票、49.34%を獲得し、対する共和党候補のジョン・マケインは148,336票、48.83%と接戦でケント郡を制した。オバマは10%以上の得票率差でミシガン州を制した。
2004年では、共和党大統領のジョージ・W・ブッシュが171,201票、58.85%を獲得し、民主党のジョン・ケリーは116,909票、40.19%だった。
2000年、ブッシュは148,602票、59.37%、民主党のアル・ゴアは 95,442 票、38.13%だった。

## 郡区

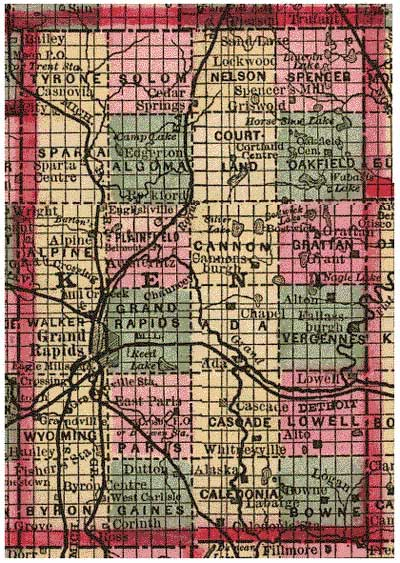
1885年、ケント郡の公有地測量システム図、24の郡区と小区分を示す

ケント郡は下記21の郡区に分割されている。
- エイダ
- アルゴマ
- アルパイン
- ボーン
- バイロン
- カレドニア*
- キャノン
- カスケード*
- コートランド
- ゲインズ*
- グランドラピッズ*
- グラタン
- ローウェル*
- ネルソン
- オークフィールド
- プレーンフィールド*
- ソロン
- スパータ
- スペンサー
- タイロン
- バージェンス

* チャーター郡区

## 都市と町
| 都市 - シーダースプリングス - イーストグランドラピッズ - グランドラピッズ - 郡庁所在地 - グランドビル - ケントウッド - ローウェル - ロックフォード - ウォーカー - ワイオミング | 村 - カレドニア - カスノビア - ケントシティ - サンドレイク - スパータ | 未編入の町 - エイダ - アラスカ - アルト - ベルモント - バイロンセンター - キャノンズバーグ - カスケード - コムストックパーク - カトラービル - ダットン - フォレストヒルズ - ノースビュー |